# 1737년
1737년은 화요일로 시작하는 평년이다.

## 연호
- 청(淸) 건륭(乾隆) 2년
- 일본(日本) 겐분(元文) 2년
- 후 레 왕조(後黎朝) 빈흐우(永祐) 3년

## 기년
- 류큐(琉球) 쇼케이왕(尚敬王) 25년
- 청(淸) 고종 건륭제(高宗 乾隆帝) 2년
- 조선(朝鮮) 영조(英祖) 13년
- 후 레 왕조(後黎朝) 의종(懿宗) 3년

## 탄생
- 1월 23일 - 미국의 정치가 존 핸콕. (~1793년)
- 1월 29일 - 영국의 사상가 토머스 페인. (~1809년)
- 3월 5일 - 조선 후기의 문신 박지원. (~1805년)
- 5월 8일 - 영국의 역사가 에드워드 기번. (~1794년)
- 6월 20일 - 일본 에도 막부의 10대 쇼군 도쿠가와 이에하루. (~1786년)
- 6월 21일 - 이치노세키 번의 4대 번주 다무라 무라타카. (~1782년)
- 9월 9일 - 이탈리아의 의사학자·물리학자 루이지 갈바니. (~1798년)

## 사망
- 1월 24일 - 캔터베리의 대주교 윌리엄 웨이크. (1657년~)
- 5월 7일 - 오스트리아의 장군 기도 폰 슈타르헴베르크. (1657년~)

## 그 외
- 영어 단어 'denote'가 가장 많이 쓰인 연도였음.(빈도:292.91,Collins)